# O noapte la Roxbury
O noapte la Roxbury (titlu original: A Night at the Roxbury) este un film american de comedie din 1998 regizat de John Fortenberry. În rolurile principale joacă actorii Will Ferrell, Chris Kattan, Molly Shannon și Loni Anderson

## Distribuție
- Will Ferrell ca Steve Butabi
- Chris Kattan ca Doug Butabi
- Loni Anderson ca Barbara Butabi
- Dan Hedaya ca Kamehl Butabi
- Molly Shannon ca Emily Sanderson
- Dwayne Hickman ca Fred Sanderson
- Maree Cheatham ca Mabel Sanderson
- Lochlyn Munro ca Craig
- Richard Grieco ca Himself
- Kristen Dalton ca Grieco's Lady
- Jennifer Coolidge ca Hottie Police Officer
- Meredith Scott Lynn ca Credit Vixen
- Elisa Donovan ca Cambi
- Gigi Rice ca Vivica
- Michael Clarke Duncan ca Roxbury Bouncer
- Colin Quinn ca Dooey
- Twink Caplan ca Crying Flower Customer
- Eva Mendes ca Bridesmaid
- Mark McKinney ca Father Williams
- Chazz Palminteri ca Benny Zadir
- Christian Mixon ca Guy In Corvette
- Viveca Paulin ca Porsche Girl
- Agata Gotova ca Waitress
- Rachel Galvin ca Girl on Beach

## Coloană sonoră
Coloana sonoră a fost lansată pe CD.
1. "What Is Love" – Haddaway (3:35)
2. "Bamboogie (Radio Edit)" – Bamboo (3:15)
3. "Make That Money (Roxbury Remix)" – Robi Rob's Club World (3:51)
4. "Disco Inferno" – Cyndi Lauper (3:18)
5. "Do Ya Think I'm Sexy" – N-Trance featuring Rod Stewart (3:25)
6. "Pop Muzik" – 3rd Party (3:05)
7. "Insomnia (Monster Mix)" – Faithless (3:45)
8. "Be My Lover (Club Mix)" – La Bouche (5:35)
9. "This Is Your Night" – Amber (3:52)
10. "Beautiful Life" – Ace of Base (3:11)
11. "Where Do You Go (Ocean Drive Mix)" – No Mercy (7:21)
12. "A Little Bit of Ecstasy" – Jocelyn Enriquez (3:59)
13. "What is Love? (Refreshmento Extro Radio Mix)" – Haddaway
14. "Careless Whisper" – Tamia (5:27)